# Šarplaninský pastevecký pes
Šarplaninský pastevecký pes, zkráceně také šarplaninec nebo jugoslávský pastevecký pes, (srbsky: Шарпланинац; šarplaninac) je mohutné psí plemeno, které pochází z Makedonie. Je pojmenované po balkánském pohoří Šar planina.

## Historie

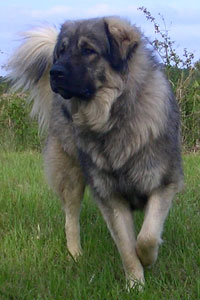
Dospělý jedinec

Přestože oficiálně jsou jeho zemí původu Srbsko a Severní Makedonie, tento pes byl šlechtěn na celém Balkánském poloostrově. Sem přišli asi před dvěma tisíci lety pastevci z Asie, Ilyrové, kteří se usídlili v pohoří Šar. S sebou si krom ovcí přivezli i své hlídače; mohutné, hustě osrstěné a silné psy podobné dnešním šarplaninským pasteveckým psům. Pravděpodobně se nejednalo o stejné šarplanince, jaké známe dnes, ale jejich předky. Jedna legenda také praví, že jejich předkem je divoký vlk, který byl křížen se psy z Balkánu. Jejich hlavním účelem bylo hlídání stád ovcí před vlky a jinými šelmami. Zajímavé je ale jejich využití za první světové války a pár let po ní, kdy tito psi pracovali ve věznicích, přičemž na noc byli vypuštěni, aby samostatně hlídali objekt a ve dne spali. Vojsko tyto psy používá dodnes.

Další zmínky o šarplaninských pasteveckých psech ale nacházíme až v 19. století. Ty popisují psa inteligentního, silného a vždy bdělého. Další zmínky jsou až z doby první světové války. Tehdy tyto psy armáda využívala pro vojenské účely. Jejich populace při ní velmi poklesla a plemeno se nakonec podařilo zachránit i vývozem do USA a Kanady. Krátce poté byl v Jugoslávii vydán zákaz vyvážení těchto psů za hranice.

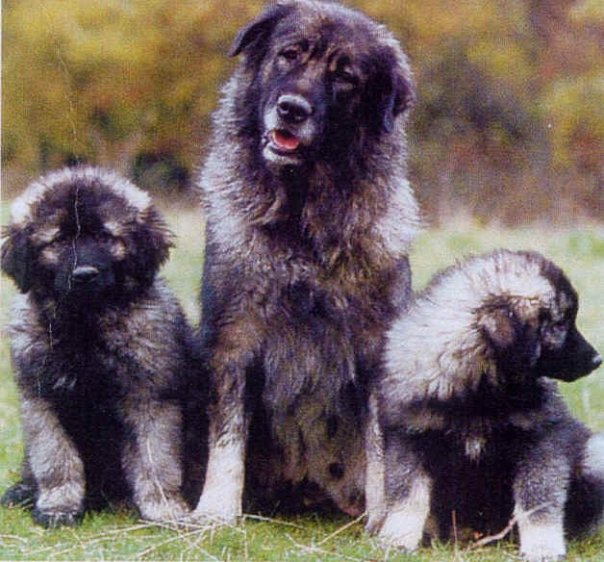
Fena se štěňaty

Na výstavě bylo toto plemeno poprvé předvedeno 8.–9. září 1926 v Lublani. K samotnému uznání došlo až roku 1939 číslem 41 a pod názvem „ilyrský ovčák“, ale až roku 1957 začali být mezi sebou také rozeznáváni krašští a šarplaninští pastevečtí psi. Roku 1977 vznikl jejich první chovatelský klub. Asi nejvýznamnějším zastáncem šarplaninských pasteveckých psů byl dr. Pavlovič, který pomáhal při sepisování standardu.

## Vzhled
Šarplaninec je mohutný pes s harmonickými proporcemi, mohutnou kostrou, který imponuje hlavně svojí velikostí a silou. Má hustou, dlouhou, na dotek jemnou srst, která zdůrazňuje dojem zavalitosti. Je jednobarevná a přijatelné jsou všechny barvy, od bílé k tmavě vlkošedé. Upřednostňované odstíny jsou kovově šedá a tmavě šedá. Tečkování a bílé znaky nejsou povoleny kromě malých bílých znaků na hrudníku a prstech, avšak nejsou žádoucí. Horní část hlavy, krk a tělo jsou tmavšího odstínu, který zesvětluje až k špinavě bílé na okrajových částech těla. Hmotnost u psů (samců) se pohybuje mezi 35–45 kg, u fen je to 30–40 kg a více. Výška je povolena od 58 (feny) a 62 cm (psi). (Alespoň tak psa popisuje standard, který ale vznikl před desítkami let. Ve skutečnosti jsou dnešní feny vysoké zhruba 63 - 68 cm, psi pak 67 - 72 cm. Tomu odpovídá i hmotnost.)
Má mohutnou, těžkou, ale vyváženou hlavu. Lebka je delší než tlama, zaoblená. Uši jsou nízko posazené, středně dlouhé se zakulacenými konci. Svěšené k lícím, hustě osrstěné, ale sama srst by na nich neměla vytvářet volánky. Mírně vyznačené obočí (nadočnicové oblouky). Oči jsou mandlového tvaru, dobře uložené, tmavě nebo světle hnědé barvy. Stop slabě vyjádřený. Nosní houba černá s dobře otevřenými otvory. Krk je středně dlouhý, hustě osrstěný, s bohatým límcem. Má být nesen lehce nad linií hřbetu. Kůže na něm je přiléhavá, bez laloku. Hřbet je dlouhý, silný a široký. Zakončen hustým a dlouhým ocasem, který se od kořene ke špičce zužuje. Má být ve vzruchu nesen nad linií hřbetu v šavlovitém tvaru. Nohy jsou středně dlouhé, osvalené. Pohyb je pružný a ladný. Tlapky spíše kulaté s černými drápky.

### Podobná plemena
Dnešním šarplanincům se velmi podobá krašský pastevecký pes. Od sebe se liší hmotností (krašský pastevecký pes je lehčí a menší) a mohou se lišit i zbarvením - barva je u krašáků pouze šedá, nohy mohou být se žíháním.

## Povaha
Povahově je šarplaninský pastevecký pes odvážný, inteligentní, samostatný, s vlohami pro obranu a hlídání, ať už objektů nebo zvířat. Vůči svému majiteli je loajální (pokud je k tomu veden), ale nikdy mu není přehnaně či otrocky oddaný. Má svoji hlavu, je tvrdohlavý, temperamentní a dominantní. Není moc aktivní, jeho úkolem bylo vždy spíše jen nečinně pozorovat. Přestože je inteligentní a bystrý, vždy si rozmyslí, zda opravdu chce provést ten povel, který po něm majitel vyžaduje. Je vnímavý a nesnese křivdu. Nejen, že je to pes jednoho pána, tedy že si vybere pouze jednoho člověka, kterého především poslouchá, pokud je k tomu veden od štěněte, s dětmi (v rodině) dobře vychází. Při hlídání je schopný pracovat ve skupině psů, ale je to dominantní pes a dají se tak čekat občasné šarvátky. S jinými zvířaty vychází dobře. K cizím je obezřetný, ale ne agresivní. V případě, že někdo bez souhlasu majitele vnikne na jeho teritorium, je schopný tvrdě se bránit.